# Tabanus amaenus
Tabanus amaenus är en tvåvingeart som beskrevs av Walker 1848. Tabanus amaenus ingår i släktet Tabanus och familjen bromsar. Inga underarter finns listade i Catalogue of Life.